# Clinocera storai
Clinocera storai är en tvåvingeart som beskrevs av Frey 1945. Clinocera storai ingår i släktet Clinocera och familjen dansflugor. Inga underarter finns listade i Catalogue of Life.